# ドイツによるアルバニア占領

アルバニア王国
Mbretëria Shqiptare (アルバニア語)
Albanisches Königreich (ドイツ語)

国歌: Himni i Flamurit（アルバニア語）
旗への賛歌

アルバニア王国の地図（1943年）

ドイツによるアルバニア占領（ドイツによるアルバニアせんりょう、The German occupation of Albania）は、第二次世界大戦中の1943年から1944年まで、アルバニアがナチス・ドイツに占領されていた時期の解説である。

## 解説
かつてアルバニアはイタリア王国の支配下に置かれていたが、1943年9月3日休戦協定に調印し、イタリアが降伏したことで、イタリアは枢軸国から離脱し、全土から軍も撤退した。その後ドイツ国防軍がアルバニアに侵攻し、ドイツの支配下に入り、従属国であるアルバニア王国（Albanian Kingdom）が成立した。
その翌年には、パルチザン・共産主義勢力による抵抗を受けて、11月28日にドイツ国防軍は全土から撤退、この日をもってアルバニアは枢軸国の支配から解放された。

## 歴史
1943年9月にイタリア王国が連合国に降伏した事でイタリアによるアルバニアの占領統治は終焉を迎えるが、次いでドイツ軍の占領下に置かれてしまった為にイギリスに亡命中のアルバニア王ゾグー1世は帰国できなかった。一方、アルバニアの国家主義者はアルバニア・ファシスト党を再編して大アルバニア防衛を結成すると進駐してきたドイツ軍に加担し、今度はナチ党を模倣したアルバニア・ナチ党を結党した。しかしドイツによるアルバニアの支配は他の地域より緩やかで、保護領政府はユダヤ人への追放や殺害などの迫害を拡大せず、首相もアルバニア・ナチ党からは選出されないなど影響力は限定的だった。またドイツは第21SS武装山岳師団「スカンデルベク」を編成して（かつてイタリアがそうした様に）彼らを戦力化したが、大量の脱走兵を出したスカンデルベク師団は半年余りでアルバニア人部隊からドイツ人部隊へと再編された。
1944年に入るとアルバニアは共産パルチザンとの内戦状態に陥り、アルバニア・ナチ党はアルバニアとコソボでパルチザンと戦闘したが、ドイツ軍撤収後の1944年11月には消滅状態となった。占領から開放されたアルバニアではゾグー派の国家主義者とソビエト連邦の支援を得たパルチザンが争い、後者が勝利を得てアルバニア人民共和国が成立した。エンヴェル・ホッジャの指導の下で安定を得たアルバニアにゾグーの戻る余地は無く、そのままフランスで客死した。